# Montverde
Montverde város az Amerikai Egyesült Államok Florida államában, Lake megyében. Lakosainak száma 1655 fő (2020. április 1.).

## Népesség
A település népességének változása:

| 2010 | 1 463 |
| 2020 | 1 655 |